# 周鳳岐 (萬曆進士)
周鳳岐（？—1643年），字宇和，號存初，浙江金华府永康縣人。

## 生平
万历四十六年（1618年）戊午科浙江乡试举人，四十七年（1619年）联捷己未科進士，授中书，天啓三年六月册封淮府德兴王朱翊錬并妃方氏。转工部屯田司郎中，掌节慎库，魏忠贤索靴料银两，厉色拒之，閑住放归。崇祯元年起为礼部郎中，升湖广江防道参议，转四川兵备副使。蜀苗争疆，为立碑定界以解之。升澧州右参政，流寇围荆州，当事檄凤岐应援，贼将王老虎袭澧州，凤岐转战恢复。未几，张献忠陷长沙，转攻澧州，参议陳璸出战，全军覆没，城陷，凤岐被执，贼亲解其缚，讽之降。凤岐怒骂曰：子愧不能为君父报仇，誓不与贼同生。张拳击之，贼遂断其臂，剖腹而死。赠都察院右副都御史，赐祭葬，荫一子。
继室杨氏，封恭人，崇祯十六年癸未凤岐殉难沣州，时恭人留金华郡城，及城陷，恭人曰：吾夫已死于难，吾辈肯视息偷生乎！遂率婢仆縱火自焚而死，一时殉节者僕劉小四、文童等共十余人。

## 家族
曾祖周江。父周勲，字克成，從王阳明先生高弟钱绪山游，得闻良知心学。嘉靖己未以岁贡除常州府训导，历官六载，署武进及江阴知县，所至民仰之如慈母。逾岁遷和州学正，继摄州治，已而解组归林下二十年，郡邑长交敬礼之，万历间崇祀乡贤。